# Massimo Mauro
Massimo Mauro (Catanzaro, 24 de maio de 1962) é um ex-futebolista profissional italiano que atuava como meia.

## Carreira
Massimo Mauro se profissionalizou no Catanzaro.

## Seleção
Massimo Mauro integrou a Seleção Italiana de Futebol nos Jogos Olímpicos de 1988, de Seul.